# Palazzo di Nicolò Spinola

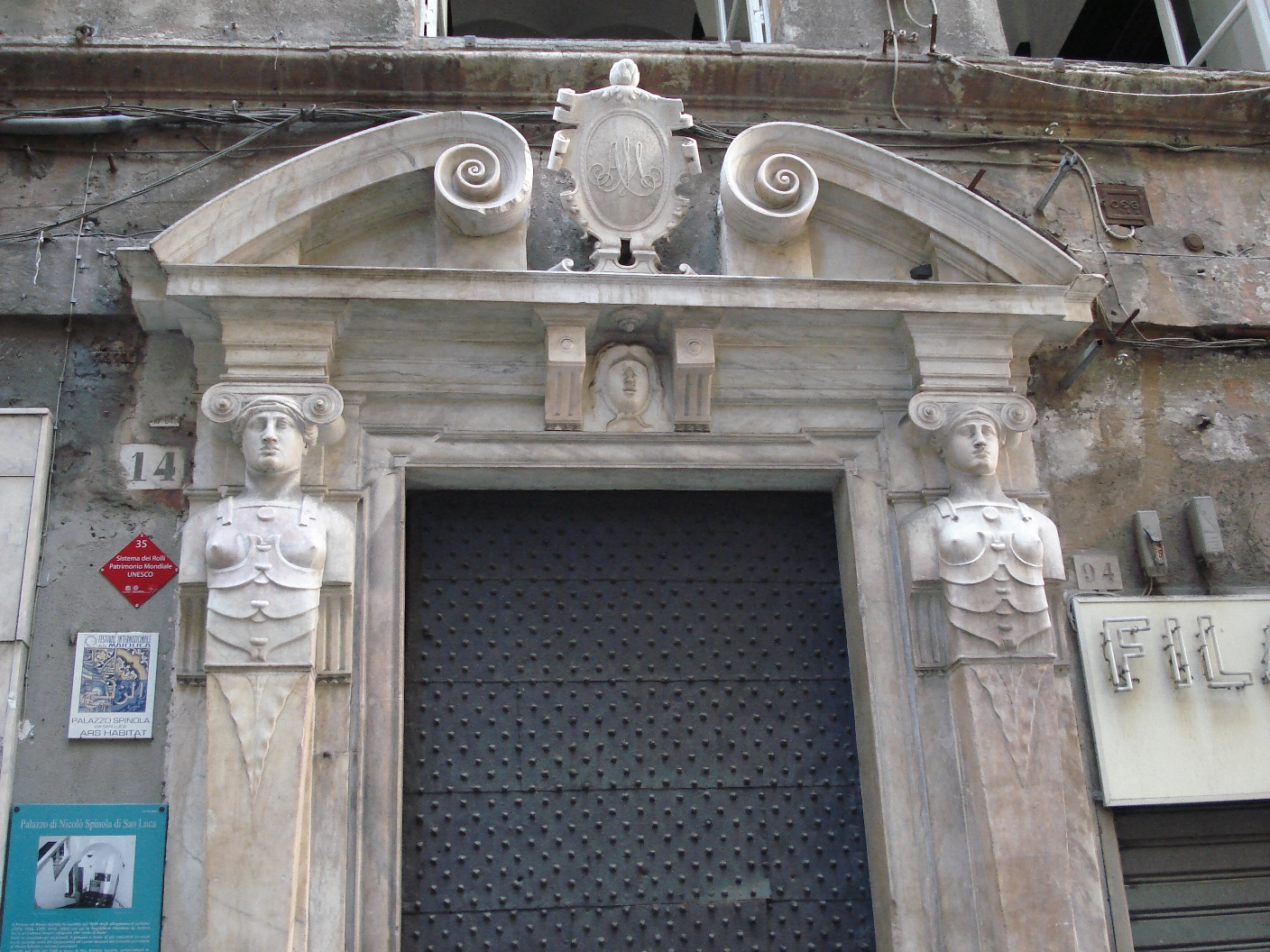
Portal

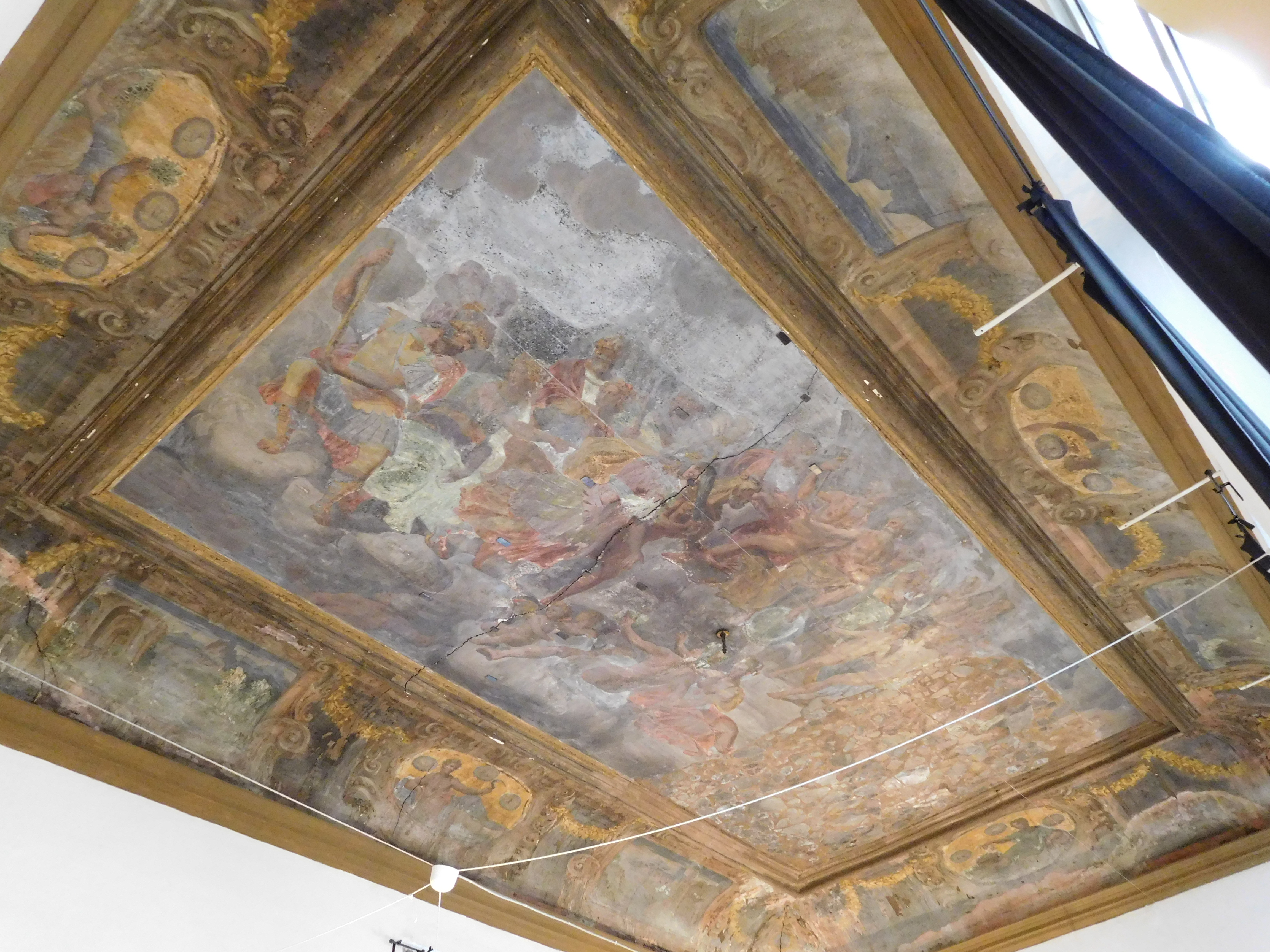
Deckenfresko

Der Palazzo di Nicolò Spinola ist ein Stadtpalast in Genua, der Teil des Welterbes der UNESCO „Genoa: Le Strade Nuove and the system of the Palazzi dei Rolli“ (deutsch: Genua: Le Strade Nuove und die Palazzi dei Rolli) ist. Das Gebäude liegt in der Via S. Luca 14.

## Geschichte
Das Gebäude bestand bereits 1515, als es an Antonio Spinola di San Luca überging. Dessen Sohn, Giovanni Battista Spinola, Botschafter der Republik Genua in Spanien, nahm umfangreich Neugestaltungen vor, was seine Erben und Nachkommen fortsetzten. Genaue Bauzeiten oder Architekten für die Arbeiten sind nicht überliefert.
Als einer der Palazzi dei Rolli war er in den Rolli von 1588 und 1614 eingetragen. Nach deren Klassifizierung, den „bussoli“, zählte er immer zur Klasse drei (zu den Einzelheiten dieser Eintragungen vergleiche hier).
Die Familie Spinola nutzte das Gebäude selbst bis 1724, danach vermiete sie es. Im 19. Jahrhundert gehörte die Residenz der Familie Maglione, die massiv in den Bestand eingriff, das Gebäude in Wohnungen aufteilte und dabei wenig Rücksicht auf die Bausubstanz aus dem 16. Jahrhundert nahm. 1886 kaufte Lorenzo Picasso das Haus.
Nach dem Zweiten Weltkrieg wurde ein Gebäude, das an der anderen Seite an die Piazza Pinelli grenzt, rückwärtig angebaut.

## Gebäude
Der Palast entstand aus zwei mittelalterlichen Palazzi, dem Palazzo Centurione und dem Palazzo Gentile. Er weist darüber zahlreiche Spuren von Umbauten auf, die von Nicoló Spinola und seinen Nachfolgern in der zweiten Hälfte des 16. und in den ersten Jahrzehnten des 17. Jahrhunderts durchführten. Der Palast hat wenig Tiefe und deshalb einen ungewöhnlich langgestreckten Grundriss. Korridore wurden deshalb gespart und jeder Raum gewährt gleichzeitig Durchgang zum nächsten. Trotzdem verzichtet das Gebäude nicht auf die Atrium-Treppen-Kombination, die sich bis ins zweite Stockwerk erstreckt und das Piano nobile nicht auf das protokollarisch erforderliche Repertoire an Zimmern, Kammern, Sälen und Salons.
Die Fassade gestalteten 1610 Ottavio Semino und Giovanni Andrea Ansaldo kunstvoll mit einem umfangreichen Freskenprogramm. Das Portal wurde von Giovanni Antonio Paracca, genannt „Valsoldo“, mit Hermen und Voluten gestaltet.